# Cinnamomum javanicum
Cinnamomum javanicum Blume – gatunek rośliny z rodziny wawrzynowatych (Lauraceae Juss.). Występuje naturalnie w Indonezji, Malezji, Wietnamie oraz południowych Chinach (w południowo-wschodniej części Junnanu). 

## Morfologia
PokrójZimozielone drzewo dorastające do 20 m wysokości. Młode pędy są owłosione.
LiścieNaprzeciwległe. Mają kształt od eliptycznego do owalnie eliptycznego. Mierzą 11–22 cm długości oraz 5–6,5 cm szerokości. Są owłosione od spodu. Nasada liścia jest zaokrąglona. Blaszka liściowa jest o ogoniastym wierzchołku. Ogonek liściowy jest owłosiony, ma brązowożółtawą barwę i dorasta do 10–12 mm długości.
OwoceMają jajowaty kształt, osiągają 15 mm długości i 12 mm szerokości.

## Biologia i ekologia
Rośnie w lasach. Występuje na wysokości do 1400 m n.p.m.